# Bagsuri
Bagsuri fou un estat tributari protegit del tipus istimrari, de l'estat de Jodhpur, format per dos pobles. El governava la dinastia rathor del clan Mèrtia. Va fundar la dinastia Lad Singh, fill de Rao Jagmad de Jodhpur.

## Llista de thakurs
- Lad Singh
- Agar Singh
- Nathu Singh
- Nag Raj
- Daulat Singh
- Sabhai Singh
- Budh Singh
- Bhawani Singh
- Briddhi Singh
- Nahar Singh
- Lakshman Sing vers 1900